# Flaccisagitta enflata
Flaccisagitta enflata är en djurart som tillhör fylumet pilmaskar, och som först beskrevs av Giovanni Battista Grassi 1881.  Flaccisagitta enflata ingår i släktet Flaccisagitta och familjen Sagittidae. Inga underarter finns listade i Catalogue of Life.